# Эльлури
Эльлури (устар. Эль-Лури) — река в России, протекает по Нижневартовскому району Ханты-Мансийского АО. Устье реки находится в 3 км по левому берегу реки Малый Куръёган. Длина реки составляет 12 км.

## Данные водного реестра
По данным государственного водного реестра России относится к Верхнеобскому бассейновому округу, водохозяйственный участок реки — Вах, речной подбассейн реки — бассейн притоков (Верхней) Оби от Васюгана до Ваха. Речной бассейн реки — (Верхняя) Обь до впадения Иртыша.